# یواس‌اس ممفیس (سی‌ال-۱۳)
یواس‌اس ممفیس (سی‌ال-۱۳) (به انگلیسی: USS Memphis (CL-13)) یک کشتی بود که طول آن ۵۵۵ فوت ۶ اینچ (۱۶۹٫۳۲ متر) بود. این کشتی در سال ۱۹۲۴ ساخته شد.